# قلعة المجران (كعيدنة)

تعديل مصدري - تعديل

قلعة المجران هي إحدى قرى عزلة الغربي بمديرية كعيدنة التابعة لمحافظة حجة، بلغ تعداد سكانها 222 نسمة حسب تعداد اليمن لعام 2004.